# 猶提卡大道車站
猶提卡大道車站（英語：Utica Avenue station）是紐約地鐵IND福爾頓街線的一個快車地鐵站，位於布魯克林貝德福德-斯圖弗森猶提卡大道和福爾頓街，設有A線（任何時候停站）及C線（任何時候停站（深夜除外））列車服務。

## 車站結構
| G         | 街道                     | 出入口                                            |
| B1        | 上夾層                   | 閘機、車站詢問處                                  |
| B1        | 上夾層                   | 樓梯往未使用的猶提卡大道線月台（關閉）            |
| B2        | 下夾層                   | 西夾層                                            |
| B2        | 下夾層                   | 東夾層                                            |
| B2        | 未使用的猶提卡大道線月台 | 可設置兩個月台和四條軌道                          |
| B3 月台層 | 北行                     | 往168街（ 深夜時往英伍德-207街（京斯頓-羅普大道） |
| B3 月台層 | 島式月台，左/右側開門    |                                                   |
| B3 月台層 | 北行快速                 | 往英伍德-207街（諾斯特蘭大道）                    |
| B3 月台層 | 南行快速                 | 往勒弗茲林蔭路/遠洛克威/洛克威公園（百老匯交匯）  |
| B3 月台層 | 島式月台，左/右側開門    |                                                   |
| B3 月台層 | 南行                     | 往尤克利德大道（ 深夜時往遠洛克威）（勞夫大道）   |

此地下車站於1936年4月9日啟用，作為獨立地鐵系統（IND）由傑伊街-市政廳車站延長至洛克威大道。新的IND地鐵取代了舊BMT福爾頓街高架鐵路。雷德大道高架車站原名猶提卡大道，位於現時地鐵站正上方，1940年5月31日關閉。

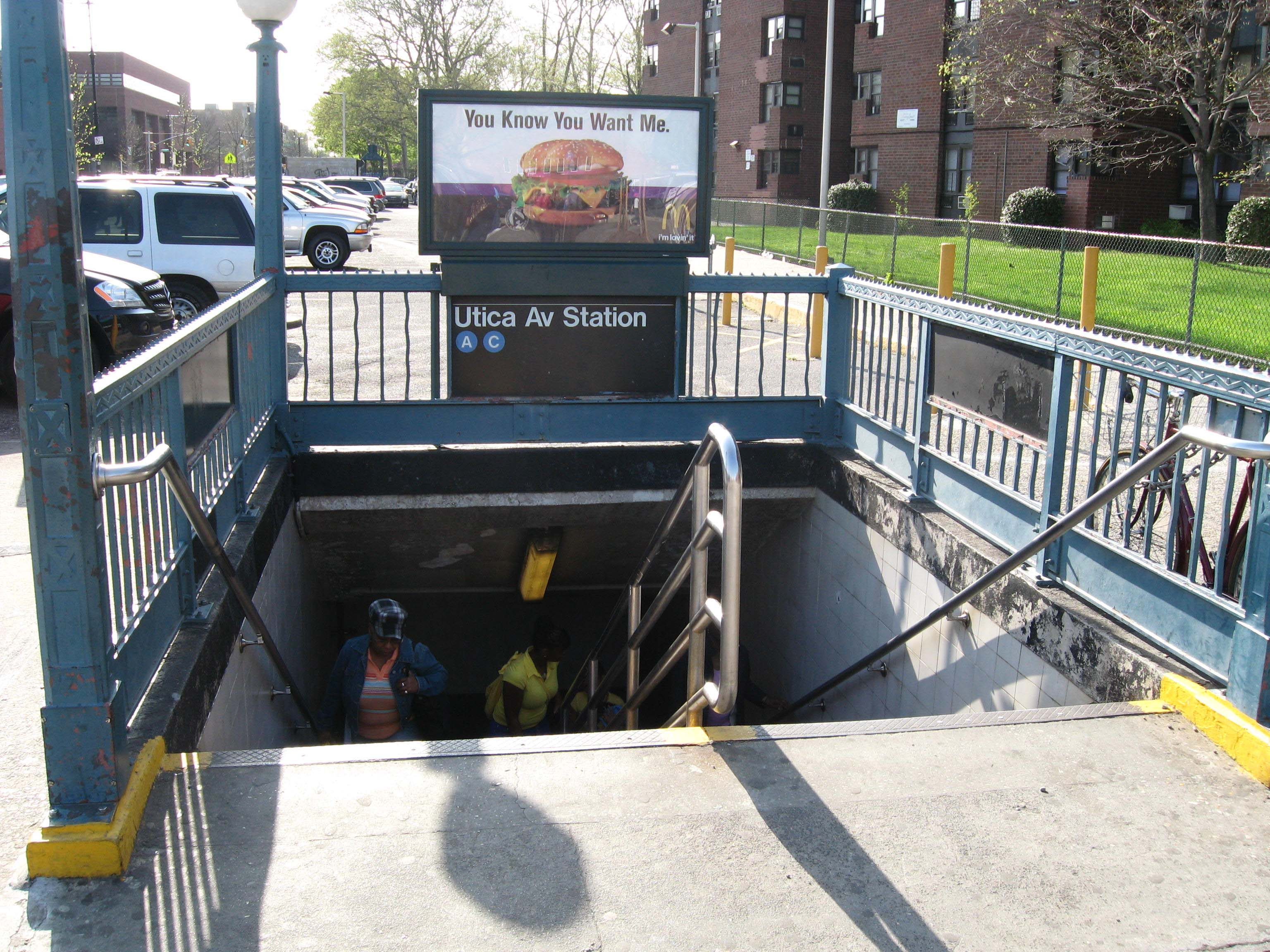
北側街梯

此站設有兩個島式月台和四條軌道，是典型的四軌快車站
此站有兩個閘機區，兩端各一個。全天候一個位於東側，各月台都設有兩條樓梯前往跨線橋（西側以坡度前往主閘機區）。閘機外有兩條街梯，分別前往猶提卡大道和福爾頓街交界的西北角或西南角。另一個閘機區也設有兩條樓梯直達月台、跨線橋，以及兩條樓梯前往介乎斯圖佛遜和斯克內克塔迪大道之間的福爾頓街。
此站設有兩層夾層，上夾層在1995年翻新時關閉，下夾層實際上是未興建的猶提卡大道線月台層。
此站與勞夫大道之間的快車軌道中央設有第五條軌道，可用作儲車軌或調頭，一般情況下不使用。該軌道兩端都是止衝擋，西側有連接北行快車軌道的轉轍器，東側有連接南行快車軌道的轉轍器。
1996年由詹米·詹姆斯·格林製作的藝術品放置在此站，稱為「兒童的教堂」（Children's Cathedral）。

### 未興建的車站
車站中央設有斜坡下行，相比車站其餘部分也有較低天花板。其上方是不使用的夾層和一個未完成的上層車站。四條軌道的痕跡可從猶提卡大道天花板看見，因此可以看到中央部分的天花板有兩個島式月台和四條軌道對角線通過。未完工的上層車站原為IND第二系統的猶提卡大道線一部分。
月台層前往上層設有已封鎮的樓梯，但車站翻新時已經拆除。前往中間層的樓梯也有鎖住的門，可前往未完工的月台。此層也有一些窗戶，而窗戶看進去可見一堵牆，以免看見中間層夾層的關閉部分。爬上往入口層的斜坡可見更多窗戶和門，也可通往未使用的上夾層未使用部分，該處有樓梯通往中間層夾層未使用的部分（即可以直達未使用車站）。
車站在1995年翻新前可以在夾層可見未完工的車站。中間層夾層內的夾層關閉部分只隔着鐵絲網。網後設有一堵牆和一扇門。門上欠缺部分面板，打開時有一個鎖可以看見未完工的上層車站。1990年代猶提卡大道車站翻新後，夾層利用牆壁縮短，隱藏了鐵絲網和門。

## 外部連結
- nycsubway.org—IND Fulton: Utica Avenue
- nycsubway.org — Children's Cathedral Artwork by Jimmy James Green (1996) （页面存档备份，存于）
- Station Reporter — A Lefferts
- Station Reporter — A Rockaway
- Station Reporter — C Train
- Abandoned Stations: IND Second System unfinished stations （页面存档备份，存于）
- The Subway Nut — Utica Avenue Pictures （页面存档备份，存于）
- MTA's Arts For Transit — Utica Avenue (IND Fulton Street Line) （页面存档备份，存于）
- Utica Avenue entrance from Google Maps Street View
- Stuyvesant Avenue entrance from Google Maps Street View
- Platforms from Google Maps Street View